# Amphibalanus improvisus
Espèce
Amphibalanus improvisus (anciennement Balanus improvisus – protonyme) est une espèce de balanes. Elle est également nommée « balane imprévue », « balane des baies » (bay barnacle), « balane blanche », voire « balane de la mer Noire ». Ces trois dernières appellations, sans être inexactes, ont cependant le défaut de ne pas  se référer à des caractères réellement spécifiques et doivent être évitées.[pas clair]

## Historique
A. improvisus est une espèce introduite sur les côtes européennes et dans diverses régions du monde. Son origine géographique précise est inconnue mais il semble qu’elle provienne de la côte est de l’Amérique du Nord,.
Cette balane est signalée pour la première fois en mer Baltique à Kaliningrad (ex Königsberg) vers 1844 puis au Royaume-Uni où Darwin (1854) mentionne déjà des échantillons provenant du sud de la mer du Nord (Kent), du littoral de la Manche (Hampshire) et d’Écosse.
En France, le premier signalement de l’espèce pourrait être dans le canal de Caen à la mer en 1887, sous le nom erroné de Balanus amphitrite.
Elle a probablement été importée fixée à la coque des navires et il est également concevable qu’elle ait été dispersée grâce aux coquilles de divers mollusques bivalves (huîtres, moules notamment) utilisés en aquaculture. Son passage de la côte est à la côte ouest des États-Unis est imputé au transport d’huîtres, vers le milieu du XIXe siècle.

## Description
A. improvisus est une balane blanche à muraille toujours lisse et à base calcifiée. La disposition des six plaques de la muraille est la même que celle de Semibalanus balanoides.
La carène présente souvent une concavité marquée vers le rostre.
La base est perforée de pores (canaux à disposition rayonnante, parallèles au support) qui n’atteignent généralement pas le centre, caractère distinctif important d’avec Balanus crenatus.
L’orifice est légèrement denté et le scutum présente des tries de croissance finement crénelées mais n'est pas réticulé.

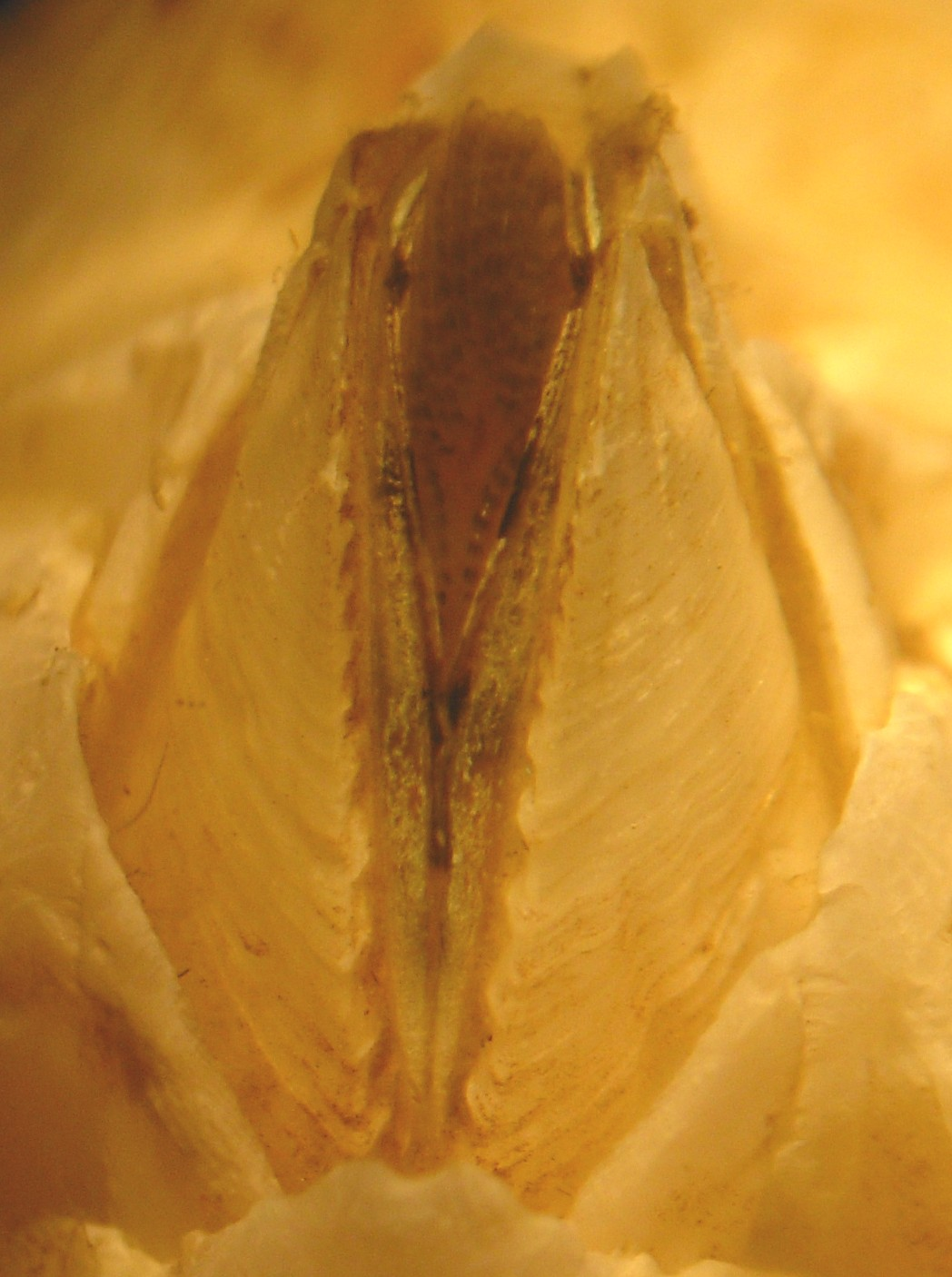
Amphibalanus improvisus. Forme de l'orifice, scutum et languettes tergoscutales.

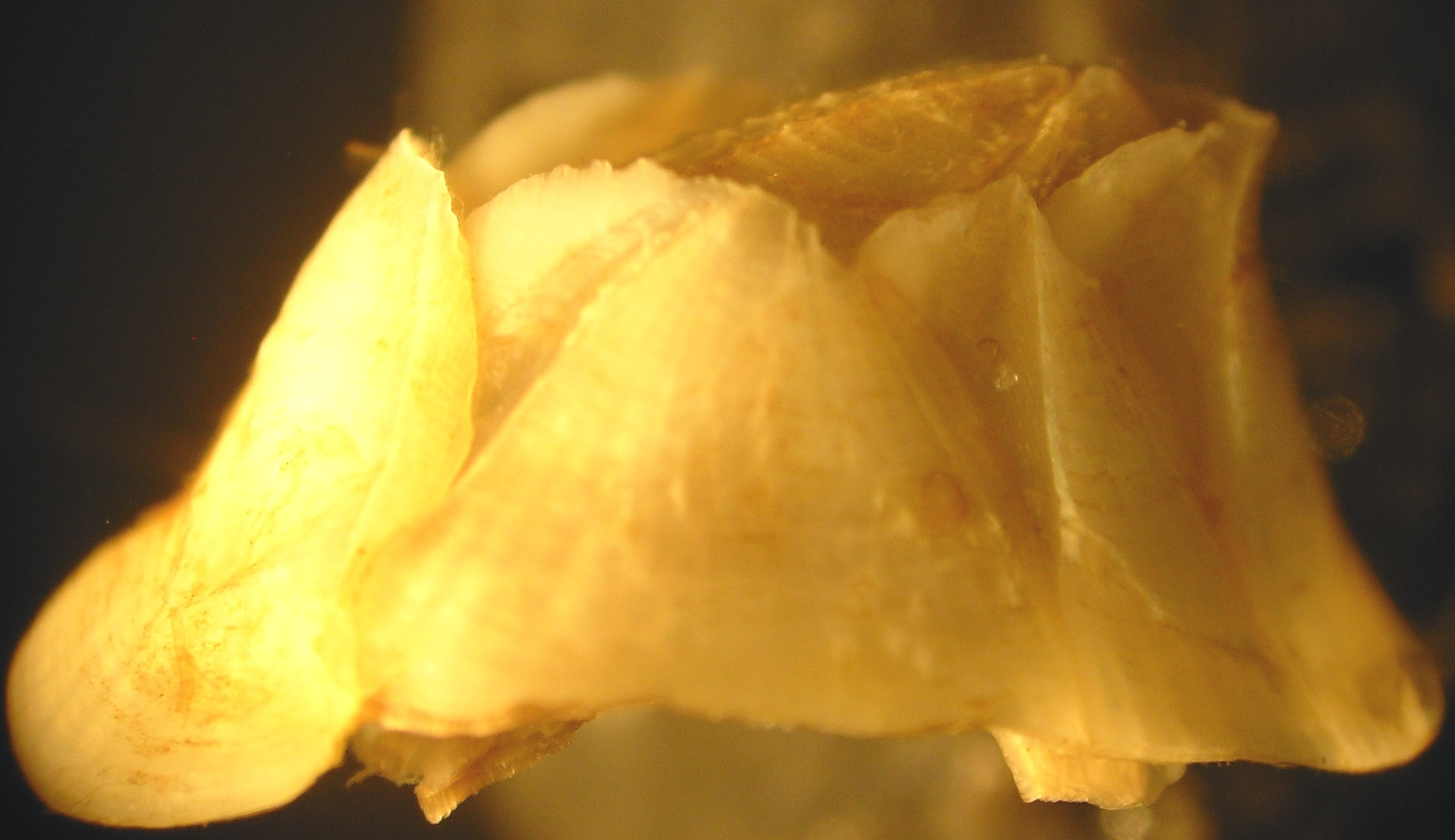
Amphibalanus improvisus. Vue de côté.

Les languettes tergo-scutales ont un fond blanc (piqueté de pourpre chez les adultes)  traversé par cinq bandes noires .
La taille (longueur rostro-carinale) est de l’ordre de 12 mm, et atteint 20 mm.
A. improvisus ne réagit pas à de fortes densités en donnant des individus en forme colonnes très allongées. Cette affirmation est cependant à relativiser, des déformations en cylindre ou en entonnoir sont en effet mentionnées dans ces conditions, probablement hors de l’Europe.
A. improvisus appartient au  « complexe Balanus amphitrite », qui compte 18 espèces, de nombreuses variétés et pose de difficiles problèmes d’identification. En Europe cependant ce groupe ne comporte que B. amphitrite, B. improvisus et Balanus eburneus, récemment introduite et en cours d’expansion.

La distinction entre A. improvisus et B. eburneus n’est pas toujours aisée (Darwin lui-même souligne qu’il faut un œil très exercé pour distinguer ces deux espèces à l’état jeune). Le tergum fournit un bon critère de distinction : sa base, de part et d’autre de l’éperon, est pratiquement rectiligne chez B. improvisus et fortement échancrée du côté tergal chez B. eburneus

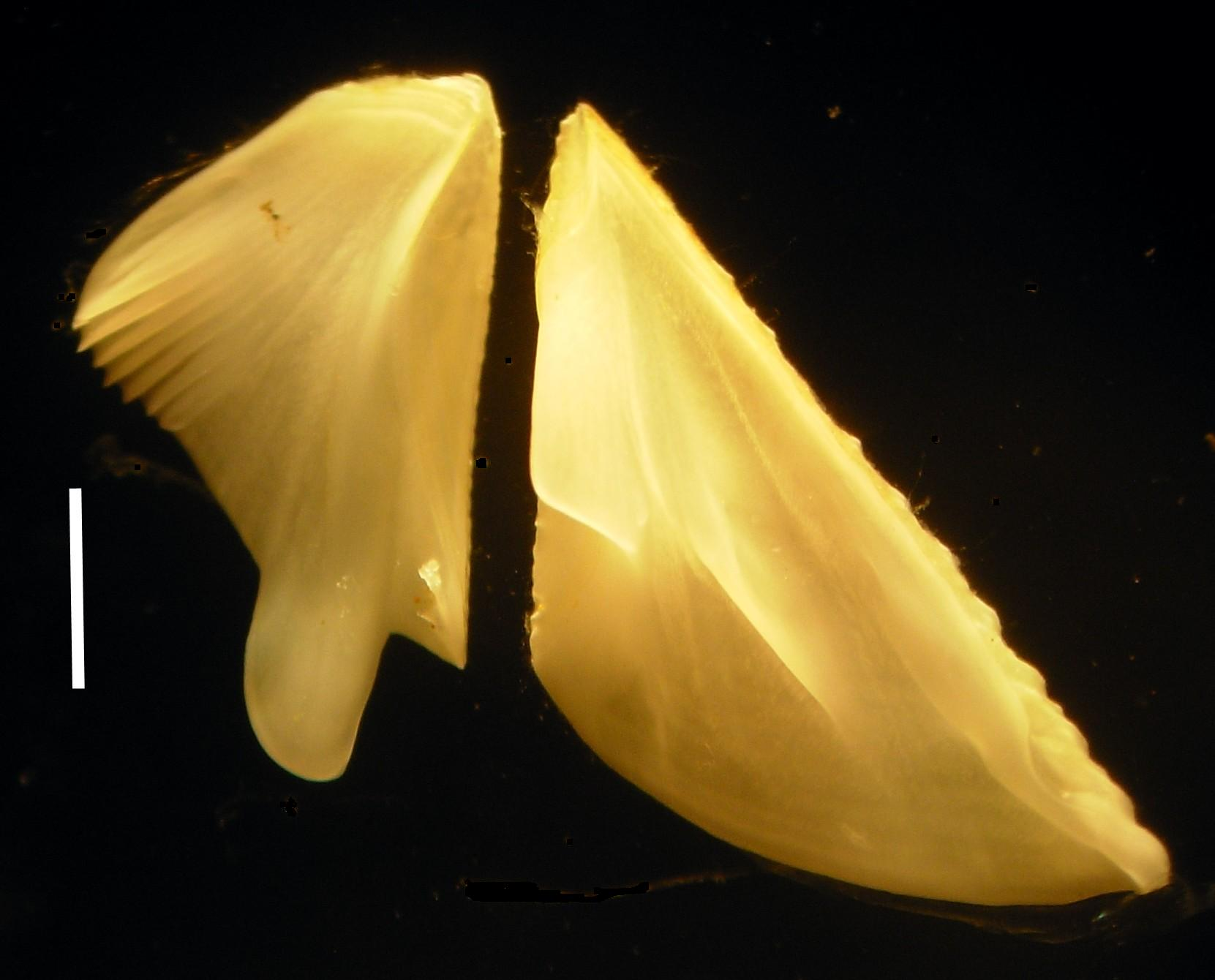
Balanus improvisus. Tergum à gauche et scutum à droite, vue interne. La base du tergum est située du côté de la barre, qui mesure 1 mm. Longueur de la base de l'animal, 11.5 mm.

## Reproduction
A. improvisus est une espèce hermaphrodite dont les gonades mâle et femelle parviennent à maturité simultanément. Lorsque les individus sont proches les uns des autres la fécondation est croisée mais les individus isolés ont recours à l’autofécondation
La maturité sexuelle est atteinte à une taille de six à huit millimètres, plusieurs pontes successives peuvent avoir lieu (2 en Baltique, 1 seule ponte dans une eau à salinité très faible).
Le développement larvaire comporte, comme chez les autres balanes en général, 6 stades nauplius et un stade cypris. Il dure 2 à 5 semaines selon les conditions.
En Suède A. improvisus commence à se reproduire en été et au début de l’automne. Le phénomène paraît plus tardif, ou du moins plus étalé dans le temps, au Royaume-Uni où la libération des larves intervient de mai à fin septembre et leur fixation  de mai à septembre.
La durée de vie de l’animal serait d’environ un an, éventuellement deux.

## Écologie
A. improvisus peut se rencontrer du bas de l’estran jusqu’à une profondeur de plusieurs dizaines de mètres (90 mètres) avec un optimum entre 0 et 19 m.
Elle se fixe sur une grande diversité de supports durs, naturels ou artificiels, sur des organismes vivants comme les moules notamment, les crustacés et certaines algues (Fucus vésiculeux) et, bien entendu les coques des navires.
A. improvisus est une espèce eurytherme, supportant des températures allant de -1,8° à +22,7 °C en Baltique et des valeurs bien plus élevées dans les mers tropicales.
C’est également une espèce très euryhaline susceptible de vivre temporairement en eau douce et s’accommodant de la salinité de 40 pour mille en Mer Rouge. Son  créneau optimal se situerait entre 6 et 30 pour mille mais habituellement elle est absente lorsque la salinité dépasse 20 pour mille à pleine mer. C’est dans le port de Caen, où la salinité est inférieure à 1 pour mille (0,6), que l’on trouve les grands individus de 20 mm de diamètre.
A. improvisus apparaît donc comme une balane particulièrement bien adaptée pour la vie en estuaire et autres zones soumises à une dessalure plus ou moins accentuée. Mais dans ces milieux elle est en rude compétition avec Elminius modestus qui, arrivée plus tard, l’a en partie supplantée, sauf dans les parties les plus dessalées.
En outre A. improvisus s’avère très résistante vis-à-vis des faibles concentrations en oxygène, aux taux d’ammoniaque élevés, à l’eutrophisation et la pollution ce qui explique sa présence sur les structures portuaires.

## Répartition en Europe
Du fait de ses exigences écologiques en matière de salinité notamment, A. improvisus a une répartition discontinue le long des côtes européennes. On peut la rencontrer depuis le nord de la Norvège jusqu’au nord du Portugal en passant par la Baltique et les îles Britanniques ainsi que l’Irlande. Elle est également implantée sur le littoral d’une grande partie ouest et sud de la mer Noire ainsi qu’en Caspienne. Par contre elle est absente de Méditerranée.